# Хіландар (монастир)
17°13′19″ пн. ш. 89°37′22″ зх. д. / 17.22194° пн. ш. 89.62278° зх. д.
Монастир Хіланда́р (серб. Хиландар, Hilandar; грец. Χιλανδαρίου; болг. Хилендар, Hilendar) — сербський православний монастир на горі Афон у Греції, посідає 4 місце в ієрархії афонських монастирів. Хіландар — останній з монастирів на західному узбережжі півострова Айон-Орос і перший при в'їзді на Святу Гору з боку Македонії. Від Хіландара до монастиря Есфігмену три години пішки, до Карієса — шість годин.

## Історія
Заснований у 1198 р. сербським правителем Святим Савою. За царських посібників — батька та родичів святого Савви — залишався винятковим притулком для сербів, хоча нині населений здебільшого болгарами. 
Соборний храм монастиря присвячений Введенню в храм Божої Матері. Окрім собору існують паракліси: Покрови Пресвятої Богородиці, святих Архангелів, святого Предтечі Господнього Іоанна; святих дванадцяти апостолів; святого першомученика Стефана; святих Сорока Севастійських мучеників; святителя Миколи Чудотворця; святого великомученика Дімітрія Солунського; преподобних Симеона і Сави Сербського, ктитора обителі та святого великомученика Георгія Побідоносця. Поза межами обителі при келіях діють 30 церков.

## Чудотворні ікони
В соборі над ігуменських місцем стоїть ікона Божої Матері Триручеці, яка належала церковному піснеписцю святому Іоанну Дамаскіну і тепер має назву Настоятельки обителі. Друга чудотворна ікона Божої Матері, так звана, Попська. З цією іконою здійснюється хресна хода і водосвяття. Третя ікона Богоматері, яка дивом вціліла під час пожежі 1722 року, знаходиться у дохіарній (тобто келарській). Четверта ікона Божої Матері відома тим, що одного разу еклісіарх, намагаючись запалити перед нею лампаду, не зміг цього зробити, оскільки ікона знаходиться при північній двері, що входить з притвору до церкви, де постійно дме вітер. З опалу еклісіарх вимовив ропотні слова і, не засвітивши лампаду, хотів вийти, але вражений гнівом Богоматері за безумство своє і нетерплячість впав. Пізніше браття знайшли його перед іконою бездиханним. П'ята тут чудотворна ікона Божої Матері, іменована Акафісною, дивом вціліла під час пожежі 1837 року.

## Інші реліквії
При південній стіні знаходиться гробниця святого Симеона, батька святого Савви. Над гробницею в'ється виноградна лоза, плодам якої приписують цілющі властивості, особливо для подружніх пар, що не мають дітей. Мощі преподобного Симеона мироточать.
Крім значної частини Древа Хреста Господнього, частини тернового вінця, крові, тростини і плащаниці Христової в Хіландарі зберігається мощі таких святих: голова святого Євтихія, патріарха Царгородського; нога преподобного Симеона Стовпника; святого Григорія Богослова; святого мученика Євстратія і святої Марини; рука святого патріарха Никифора; нога святого Пантелеймона; частина голови святого пророка Ісаї; мощі святого Іоанна Предтечі, святого Прокопія, святих Катерини та Варвари.
Бібліотека монастиря містить 181 грецьку, 809 слов'янських рукописів та понад 20 000 друкованих книг (з них 3000 грецьких).

## Настоятелі
- Мойсей (Жарковіч), архимандрит (5 грудня 1992 — 21 березня 2010)
- Мефодій (Марковіч), архимандрит (з 2010)